# Eutolmus ohirai
Eutolmus ohirai är en tvåvingeart som beskrevs av Hradsky och Huttinger 1985. Eutolmus ohirai ingår i släktet Eutolmus och familjen rovflugor. Inga underarter finns listade i Catalogue of Life.